# کریژانوف (ناحیه پیسک)
کریژانوف (به چکی: Křižanov) یک منطقهٔ مسکونی در جمهوری چک است که در ناحیه پیسک واقع شده‌است. کریژانوف ۳٫۳۵ کیلومتر مربع مساحت و ۹۱ نفر جمعیت دارد و ۴۸۲ متر بالاتر از سطح دریا واقع شده‌است.